# Somos cómplices
Somos cómplices fue una telenovela española, producida por Linze TV, adaptación de la chilena Cómplices, de emisión diaria, y que se estrenó en Antena 3 el martes 15 de septiembre de 2009. También el canal digital Nova se repuso el capítulo emitido esa tarde en Antena 3, a las 20:00, tras la telenovela Al diablo con los guapos.
Tras sólo dos emisiones, la cadena la retiró de la parrilla la serie, para recolocarla en diariamente en Nova a las 21:00 horas tras sus pésimos registros de audiencia (un 6,2% de cuota de audiencia). Finalmente, la producción fue cancelada.

## Argumento
A Soledad Méndez (Cristina Peña), conocida en Marbella por sus estafas, solo le falta dar el golpe del siglo para vivir a costa de un dinero que no es suyo sin ser descubierta: engañar al multimillonario estadounidense Harvey Slater (Martijn Kuiper), que busca a su verdadera familia en España, creando una falsa, los Altamirano, que es la verdadera de Harvey. Para ello, contará con su fiel amiga y cómplice Lía (Karmele Aranburu), y una serie de personajes que, sin saberlo, se verán dentro de la historia.

## Reparto
- Cristina Peña es Soledad Méndez \ Soledad Altamirano.
- Martijn Kuiper es Harvey Slater.
- Aleix Albareda es Gerardo Porras.
- Paula Prendes es Andrea Méndez.
- Bruno Squarcia es Antonio García \ Antonio Altamirano.
- Lucía Hoyos es Marta Moya.
- María Cantuel es Macarena Martí \ Macarena Altamirano Moya.
- Xisco Segura es Mario Palacios \ Mario Altamirano.
- Nuria Benet es Virginia.
- Karmele Aranburu es Lía.
- María Sanz es Rita.
- Richard Collins-Moore es Manuel.

### Con la colaboración especial de
- María Luisa Merlo como Cecilia Rodríguez.

### Participación estelar
- Larry Hagman como  Richard Slater.

## Versiones
- Cómplices (2006), una producción de TVN, fue protagonizada por Claudia di Girólamo y Francisco Reyes.
- Cómplices (2008), una producción de Canal Caracol, fue protagonizada por Ruddy Rodríguez y Jimmy Bernal.
- La mexicana y el güero (2020), una producción de Televisa, protagonizada por Itatí Cantoral y Juan Soler.